# جلسه کوگوشو

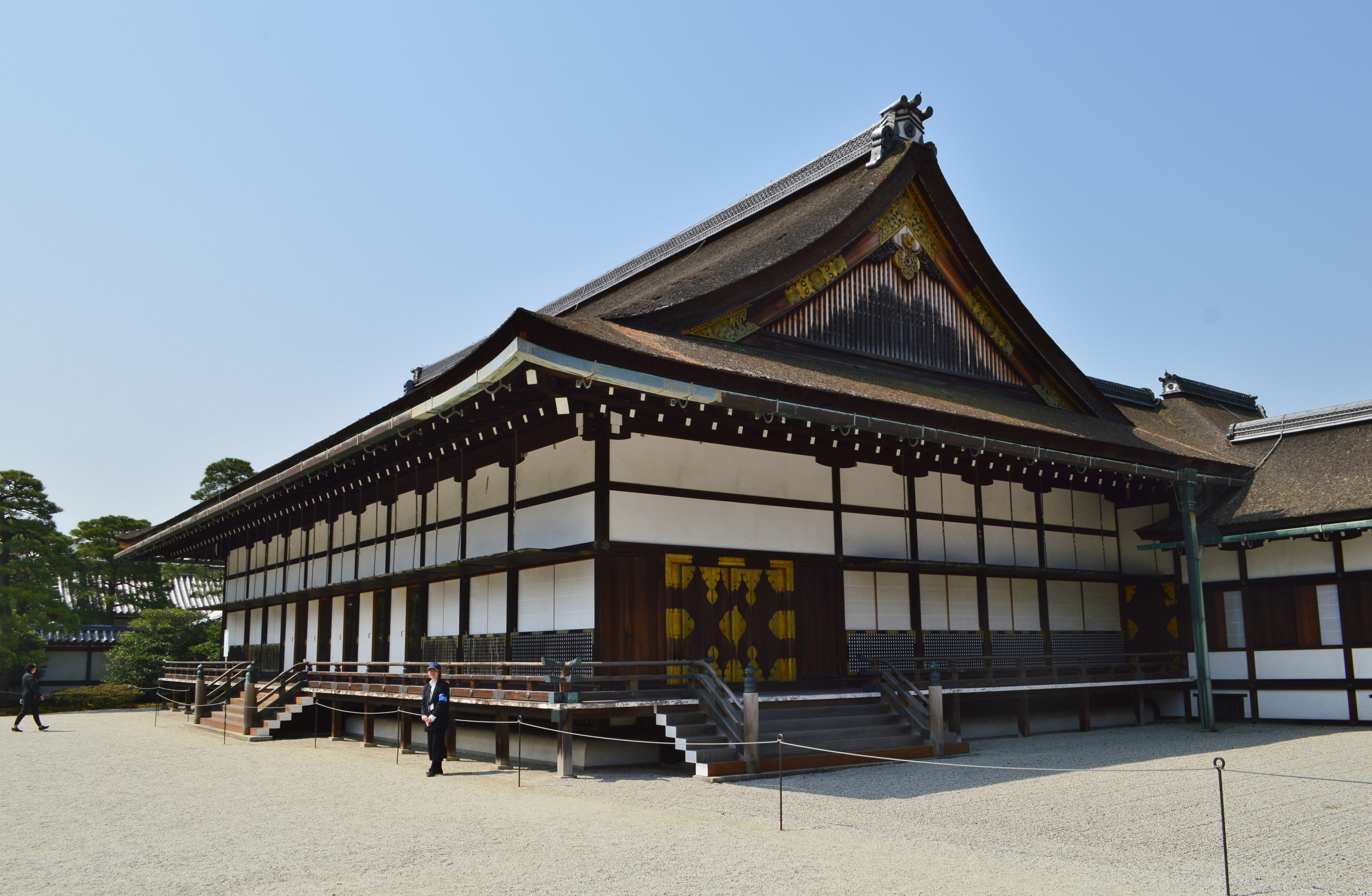
ساختمانی که جلسه کوگوشو در آن انجام شد در کاخ امپراتوری کیوتو

جلسه کوگوشو (به ژاپنی: 小御所会議)، یک جلسه در مورد امور ملی ژاپن بود که در عصر روز نهم از ماه دوازدهم از سال سوم کیئو (دوره)، مطابق با ۳ ژانویه ۱۸۶۸ در دوره باکوماتسو (پایان دوره ادو) در کاخ امپراتوری کیوتو در کیوتو برگزار شد. این جلسه در ارتباط با احیای حکومت امپراتوری بود که فرمان و اعلام رسمی آن در همان روز صادر شد. در این جلسه توکوگاوا یوشینوبو که سال قبل واگذاری قدرت شوگون به امپراتور را انجام داده بود از مناصب دیگر خود (نای‌دایجین وزیر امور داخلی) خلع شد و بیشتر زمین‌های متعلق به وی نیز مصادره شد. صدور این فرمان‌بر طبق نقشه جنبش براندازی شوگون انجام شد و کودتای احیای سلطنت نیز خوانده شده است. در این کودتا جناح ضد شوگون‌سالاری تلاش کرد تا دوباره به قدرت بازگردد و اشرافی مانند سانجو سانه‌تومی و ناکایاما تادایاسو را به سمت خود جذب کرد و در ۳ ژانویه ۱۸۶۸، پنج قلمرو (قلمرو ساتسوما، قلمرو توسا، قلمرو هیروشیما (قلمرو آکی)، قلمرو اوواری و قلمرو فوکویی (نام دیگر قلمرو اچیزن) کودتایی را در دربار امپراتوری ترتیب دادند و امپراتور میجی را مجبور به صدور فرمانی برای احیای حکومت امپراتوری کردند.
با این اتفاق، شوگون‌سالاری رسماً منحل شد و دولت جدیدی در دربار امپراتوری تأسیس شد. همان شب، اعضای بانفوذ پنج قلمرو، جلسه کوگوشو را در حضور امپراتور میجی برگزار کردند، اما جناح ضد شوگون‌سالاری در مورد برکناری عنوان نای‌دایجین (وزیر کشور) و بازگرداندن برخی از سرزمین‌های یوشینوبو بحث کردند. آنها قصد داشتند با تحریک توکوگاوا، آنها را با زور سرنگون کنند. اگرچه این جلسه به دلیل مخالفت جناح دولتی مشورت عمومی (قلمرو توسا، قلمرو فوکویی، قلمرو اوواری) به رهبری یامائوچی یودو (نام دیگر یامائوچی تویوشیگه) به هرج و مرج کشیده شد، اما جناح ضد شوگون‌سالاری در نهایت پیروز شد و تصمیم گرفت که توکوگاوا یوشینوبو استعفا دهد و زمین‌هایش را واگذار کند.

## زمینه

### ورودکشتی‌های سیاه

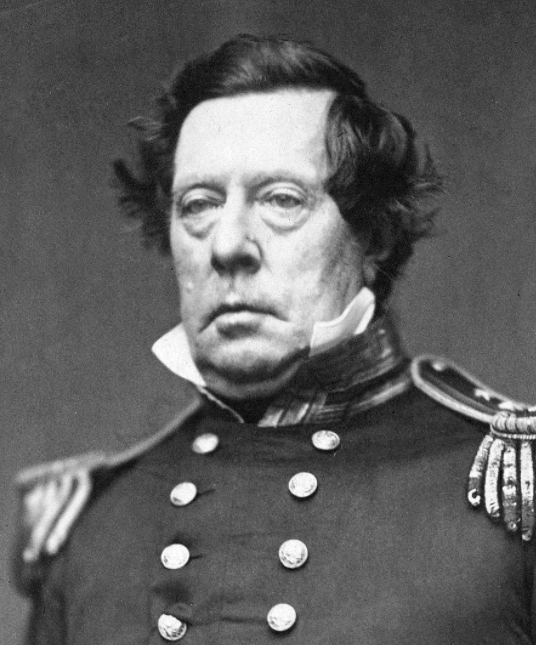
تصویری از متیو سی. پری، در ۸ ژوئیه سال ۱۸۵۳، متیو پری با چهار کشتی سیاه جنگی و نامهٔ رئیس‌جمهور آمریکا که حاوی دستورهایی برای امضای یک معادله تجاری بود، وارد خلیج ادو شد.

ورود دریاسالار پری در ۸ ژوئیه سال ۱۸۵۳، (سال ۶ کائی)، ژاپن مجبور شد بین گشودن درهای خود به روی کشورهای خارجی یا منزوی ماندن و اخراج قدرت‌های خارجی یکی را انتخاب کند. سپس شوگون‌سالاری ادو بدون اخذ مجوز امپراتوری (اجازه امپراتور) عهدنامه دوستی و تجارت بین ایالات متحده آمریکا و ژاپن (پیمان هریس) را با آمریکا منعقد کرد و بدین ترتیب کشور را از حالت انزواطلبی خود خارج کرد.
با این حال، افرادی نیز بودند که از کشورگشایی خوشحال نبودند. این فرقه «سوننو جوئی» (به معنی اعتقاد به حرمت‌گزاری به امپراتور، اخراج اجنبی) نام داشت. نماینده‌ترین آنها نیروهای افراطی قلمرو چوشو بودند. آنها حمایت از شوگون‌سالاری ضعیف ادو را رها کرده و برای ایجاد یک دولت قوی با محوریت دربار امپراتوری و اخراج نیروهای خارجی از کشور نقشه کشیده بودند.

### اعمال خشونت‌آمیز ضد خارجیان
در بونکیو، امور سیاسی به سرعت تغییر کرد، حوادث بزرگ زیادی رخ داد و اقدامات تروریستی به عنوان «مجازات الهی» شناخته می‌شدند.
در روز ۱۴ ماه هشتم قمری ۱۸۶۲ (سال ۲ بونکیو)، قلمرو چوشو از دربار امپراتوری درخواست کرد تا نظرات دربار را در مورد این موضوع جمع‌آوری کند، زیرا آنها می‌خواستند بربرها (خارجی‌ها) را اخراج کنند. دربار امپراتوری به خواسته‌های امپراتور صد و بیست و یکم، امپراتور کومی، که از بیگانگان بیزار بود، احترام گذاشت و اعلام کرد که برای اخراج بربرها تلاش خواهد کرد. در ۱۲ اکتبر قمری، سانجو سانه‌تومی، اشراف‌زاده دربار و دیگران به عنوان فرستادگان امپراتوری (پیام‌آور امپراتور) به شوگون‌سالاری ادو سفر کردند و از چهاردهمین شوگون‌سالاری ادو، توکوگاوا ایه‌موچی، خواستند که اخراج بیگانگان را انجام دهد. برای دولت غیرممکن بود که پس از تصمیم‌گیری در مورد سیاست گشودن کشور، آن را لغو کند، اما توکوگاوا ایه‌موچی که در آن زمان تنها ۱۷ سال داشت، قول داد که بربرها (خارجی‌ها) را بیرون کند. تاکاسوگی شینساکو از خاندان چوشو و افرادش از این موضوع استفاده کردند و مرتکب اعمال خشونت‌آمیزی مانند حادثه آتش‌زدن سفارت انگلستان (امروزه واقع در بخش شیناگاوا در توکیو) در نیمه شب ۱۲ اکتبر شدند.

### دیدار شوگون چهاردهم با امپراتور کومی در کیوتو
سال بعد در روز ۴ ماه سوم قمری ۱۸۶۳ (بسال ۳ بونکیو)، توکوگاوا ایه‌موچی رای اولین بار پس از ۲۳۰ سال به عنوان یک شوگون وارد کیوتو شد و با امپراتور کومی دیدار کرد تا در مورد اجرای اخراج بیگانگان با دربار امپراتوری گفتگو کند. پیش از رفتن به کیوتو، توکوگاوا ایه‌موچی با سانجو سانه‌تومی، اشراف‌زاده دربار، ملاقات کرد که با اصرار از او خواست تا ضرب‌الاجل اخراج بربرها را تعیین کند، که توکوگاوا در پاسخ گفت که این ضرب‌الاجل روز ۲۳ از ماه چهارم خواهد بود. البته، این فقط یک ترفند موقت بود.
در فوریه ۱۸۶۳، سرهای مجسمه‌های چوبی سه شوگون از شوگون‌سالاری موروماچی، که در تالار معبد توجی-این در کیوتو قرار داده شده بودند، قطع و برداشته شده و در سانجو-گاوارا (محل اعدام‌ها) به نمایش گذاشته شدند. در زمانی که ترورها شایع بودند، این می‌توانست به عنوان یک شوخی ساده که کسی را نکشت یا زخمی نکرد، تلقی شود، اما این یک اقدام تکان‌دهنده بود که قصد برچیدن سرهای شوگون‌های سلسله شوگون سالاری = سرنگونی شوگون سالاری را آشکار کرد.
در روز ۴ ماه سوم قمری ۱۸۶۳ (سال ۳ بونکیو) برابر با ۲۲ آوریل، توکوگاوا ایه‌موچی وارد کیوتو شد و با امپراتور کومی دیدار کرد. پیش از آن، توکوگاوا ایه‌موچی با سانجو سانه‌تومی، اشراف‌زاده دربار، ملاقات کرد که با اصرار از او خواست تا ضرب‌الاجل اخراج بربرها را تعیین کند. البته، این فقط یک ترفند موقت بود. ایه‌موچی آنقدر در کیوتو توسط دربار نگه داشته شد که به نظر می‌رسید اسیر شده است. او دیگر نمی‌توانست در مقابل امپراتور کومی بایستد. دربار امپراتوری از ایه‌موچی انتقاد می‌کرد و مکرر می‌پرسید که او در مورد اخراج خارجی‌ها چه خواهد کرد و چه زمانی این کار را انجام خواهد داد.
امپراتور کومی در ۲۸ مه سال ۱۸۶۳ از معبد [[[ایواشیمیزو هاچیمانگو]] بازدید کرد تا برای رفع تهدیدات خارجی دعا کند. تهدیدات خارجی به فشار از خارج از کشور اشاره دارد. در شب ۱۰ آوریل همان سال، حضور ایه‌موچی در زیارت امپراتور کومی از معبد ایواشیمیزو هاچیمانگو برای دعا جهت اخراج خارجی‌ها که برای روز بعد برنامه‌ریزی شده بود، ناگهان لغو شد و دلیل آن «تب» (احتمالاً بیماری ساختگی) شوگون عنوان شد. نظریه‌ای وجود دارد که لغو حضور ایه‌موچی در معبد برای جلوگیری از دریافت فرمان امپراتوری برای خروج بیگانگان انجام شد. این زمانی بود که گفته می‌شد امپراتور هرگز پا روی زمین نمی‌گذاشت. به عنوان یک «شیء مقدس زنده» که به ندرت از ساختمان‌ها خارج می‌شد، بسیار نادر بود که امپراتور از کاخ امپراتوری خارج شود.
ایه‌موچی در کیوتو توسط دربار به مدت زیادی نگه داشته شد. او دیگر نمی‌توانست در مقابل امپراتور کومی بایستد. دربار امپراتوری از ایه‌موچی انتقاد کرد و پرسید که او در مورد اخراج خارجی‌ها چه خواهد کرد و چه زمانی این کار را انجام خواهد داد و در ۲۰ آوریل ۱۸۶۳ سرانجام او پاسخ داد: «ما اخراج خارجی‌ها را در روز ۱۰ از ماه پنجم تقویم قدیم (برابر با ۲۵ ژوئن ۱۸۶۳ میلادی) انجام خواهیم داد.»
بعداً، در روز ۱۸ ماه چهارم ۱۸۶۳، توکوگاوا ایه‌موچی سعی کرد به اوساکا (شهر اوساکای امروزی، استان اوساکا) برود، زیرا شایعاتی مبنی بر اینکه نیروهای بریتانیایی به تلافی حادثه ناماموگی (در تاریخ ۱۴ سپتامبر، سال ۱۸۶۲، حادثه‌ای که در آن یک مرد بریتانیایی که رژه یک ارباب فئودال را مختل کرده بود، درجا کشته شد) که سال قبل در سال ۱۸۶۲ رخ داده بود (بونکیو ۲) شنیده بودند، وجود داشت. با این حال، وقتی امپراتور کومی این را شنید، خشمگین شد. امپراتور کومی نیز پس از چندین سده که امپراتوران از عرضه سیاست برکنار بودند، به عنوان یک امپراتور این رسم را شکست و درگیر مسائل دولت شد و در ۱۱ مارس ۱۸۶۳ فرمان اخراج اجنبی‌ها را صادر کرد و مهلت اجرا را دو ماه بعد در دهم ماه پنجم قمری برابر با اول ماه ژوئیه سال ۱۸۶۳ میلادی قرار داد.

### جنگ شیمونوسکی

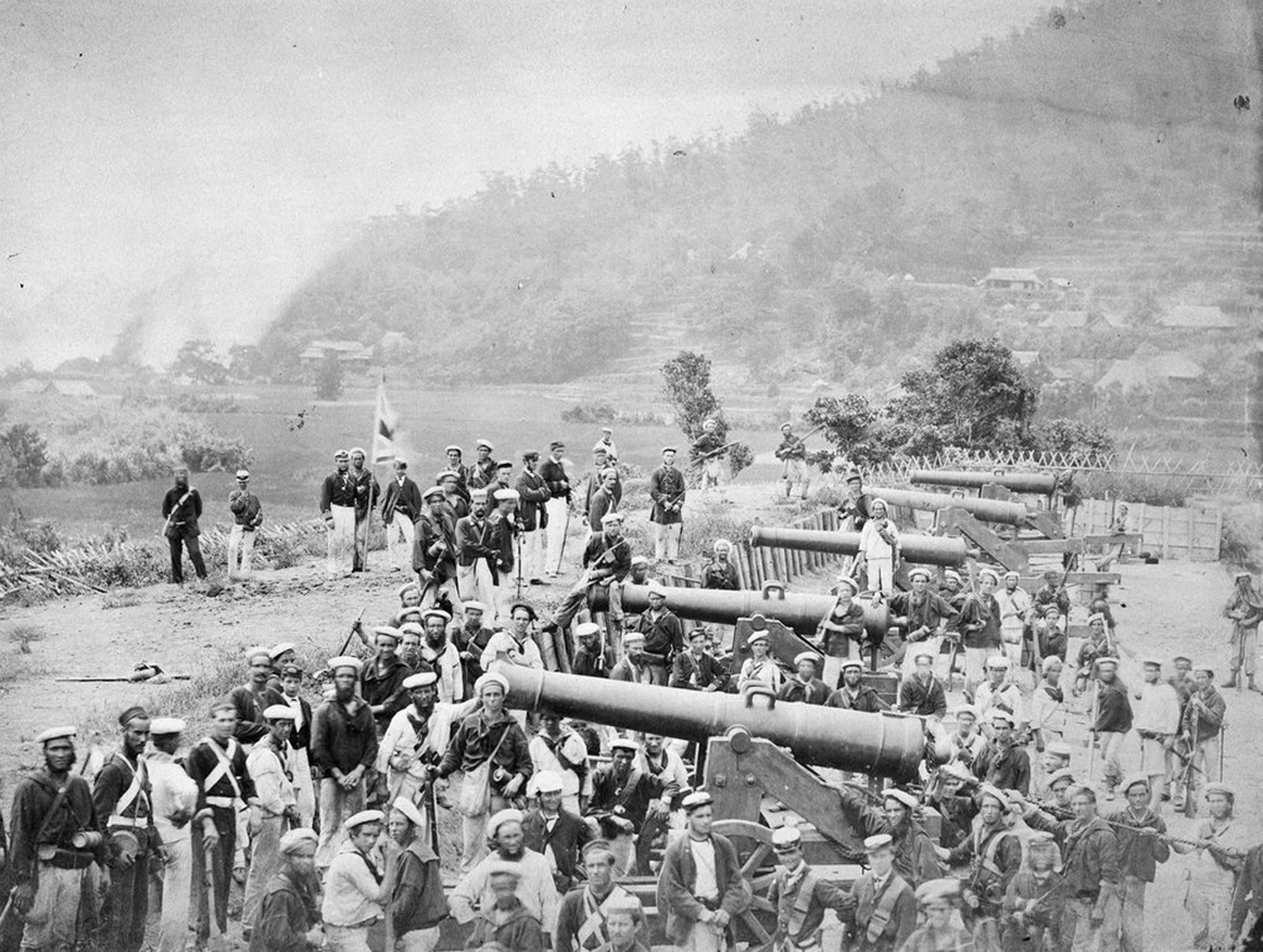
تصرف توپخانهٔ قلمرو چوشو، توپخانه مائدا در چوفو در طول اشغال متفقین چهار کشور آمریکا، انگلستان، فرانسه و هلند در جنگ شیمونوسکی، اثر فلیچ بیتو، ۱۸۶۴

در پاسخ به خشم امپراتور کومی، مقام‌های ارشد شوگون‌سالاری ادو چنان ترسیده بودند که جلسه‌ای برگزار کردند و به دربار امپراتوری قول دادند که قطعاً اخراج خارجی‌ها را از دهم ماه پنجم قمری برابر با اول ماه ژوئیه سال ۱۸۶۳ میلادی آغاز خواهند کرد. قلمرو چوشو این موضوع را اجازه‌ای از سوی شوگون‌سالاری ادو برای بیرون راندن بربرها تلقی می‌کردند، در اول ماه ژوئیه سال ۱۸۶۳، حملات بی‌هدفی را به کشتی‌های خارجی که از تنگه شیمونوسکی عبور می‌کردند، آغاز کردند. آنها ابتدا به سوی یک کشتی بخار آمریکایی حمله کردند، سپس در روز ۲۳ یک کشتی فرانسوی و در روز ۲۶ یک کشتی هلندی را بمباران کردند. هیچ‌یک از این حملات قصد درگیری نداشتند و کشتی‌های مقابل به سادگی فرار کردند، اما خاندان اربابی چوشو بسیار راضی بود. اما این پایان قدرت عظیم آنها بود. در اول ماه ششم قمری برابر با ۱۶ ژوئیه، ۱۸۶۳، کشتی جنگی آمریکایی یواس‌اس وایومینگ (۱۸۵۹) در تنگه شیمونوسکی (یا تنگه کانمون، تنگه جداکننده هونشو و کیوشو) ظاهر شد و به سرعت سه کشتی قلمرو چوشو را غرق کرد و توپخانه‌های زمینی را نابود کرد. در روز ۵ ماه ششم، کشتی‌های جنگی فرانسوی «تانکرد» و «سمیرامیس» توپخانه مائدا (قلعه ای با توپخانه) را در ورودی تنگه کانمون بمباران کردند و همچنین روستای مائدا (مائدای امروزی، شهر شیمونوسکی، استان یاماگوچی) اطراف آن را به آتش کشیدند (جنگ شیمونوسکی یا جنگ باکان).

### جنگ انگلیس و ساتسوما
در همین حال، در تلافی حادثه ناماموگی، بریتانیا در ۲۲ ژوئن ۱۸۶۴، هفت کشتی جنگی را به کاگوشیما اعزام کرد و در ۲ ژوئیه، زمانی که مذاکره صلح با قلمرو ساتسوما (شهر کاگوشیما امروزی، استان کاگوشیما) شکست خورد، بمباران کاگوشیما (جنگ انگلیس و ساتسوما) را آغاز کرد. این امر خسارات سنگینی به نیروهای بریتانیا وارد کرد و دو طرف در نهایت به تساوی رسیدند.

#### واکنش امپراتور کومی و فرمان‌های دروغین از طرف امپراتور

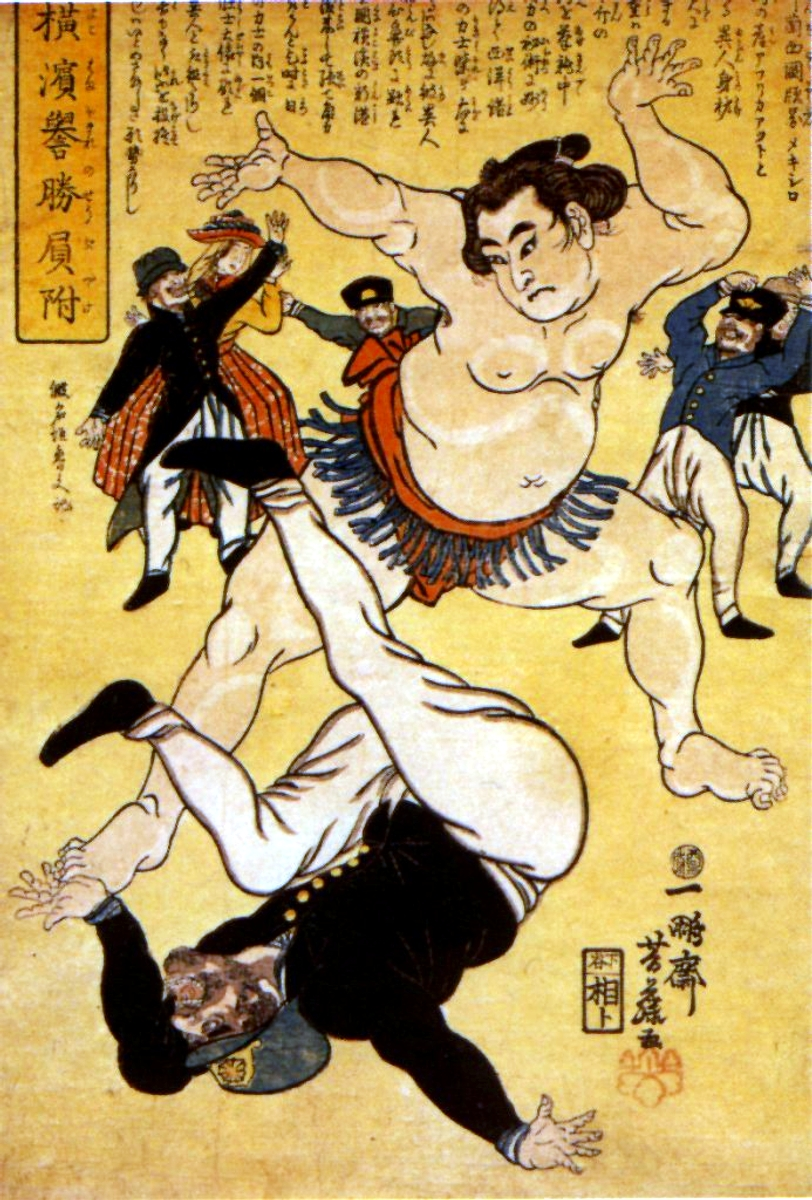
طرحی نقاشی شده در سال ۱۸۶۱ که در آن تمایل به اخراج به اجنبی یا Jōi 攘夷 به چشم می‌خورد.

امپراتور کومی چنان بیگانه‌ستیز بود که می‌توان گفت عمیقاً از بیگانگان بیزار و متنفر بود.
در ۶ ژوئن فرستاده‌ای به قلمرو چوشو فرستاد تا اطلاع دهد که امپراتور کومی از شنیدن خبر این دو نبرد بسیار خوشحال است و مردم را تشویق کند. همچنین در ۱۲ ژوئیه، فرستاده‌ای از طرف دربار به شیمازو هیسامیتسو، ارباب سابق قلمرو ساتسوما، خبر داد که امپراتور کومی از اخراج بیگانگان راضی است.
با این حال، سه روز قبل، در ۹ ژوئیه، نامه‌ای که از سوی نایب‌السلطنه سابق، کونوئه تاداهیرو و پسرش کونوئه تادافوسا، به شیمازو هیسامیتسو تحویل داده شد، داستان کاملاً متفاوتی را روایت می‌کند. آن‌ها گفتند که این داستان که امپراتور کومی از موفقیت جناح ضد خارجی خوشحال است، فرمانی دروغی「偽勅」 ساخته و پرداخته ماکی یاسواومی، سامورایی اهل قلمرو کورومه (شهر کورومه امروزی، استان فوکوئوکا)، از چهره‌های برجسته جناح سوننو جوئی و سامورایی قلمرو چوشو، است.
ماکی یاسواومی مرد قدرتمندی بود که به عنوان تجسم کوسونوکی ماساشیگه، فرمانده نظامی ای که شوگون‌سالاری کاماکورا را سرنگون کرد و برای دربار امپراتوری جنگید، مورد ستایش قرار می‌گرفت. در واقع، امپراتور کومی از اخراج خارجی‌ها حمایت می‌کرد، اما وقتی فهمید که ماکی یاسواومی و قلمرو چوشو مخفیانه نه تنها برای اخراج خارجی‌ها، بلکه برای سرنگونی شوگون‌سالاری نیز نقشه می‌کشند، سوءظن عمیقی نسبت به ماکی یاسواومی و خاندان اربابی چوشو پیدا کرد.
شیمازو هیسامیتسو (پدر ارباب ساتسوما) با مشاهده قدرت نظامی بریتانیا، متوجه شد که بیرون راندن بربرها کار آسانی نخواهد بود و به این باور رسید که قبل از بیرون راندن بربرها، دستیابی به «اتحاد دربار امپراتوری و شوگون‌سالاری» که در آن شوگون‌سالاری ادو و دربار امپراتوری برای ایجاد یک ملت قوی با هم همکاری کنند، کاملاً ضروری است؛ بنابراین در ۱۳ اوت، او به ماتسودایرا کاتاموری، ارباب قلمرو آیزو (شهر آیزو واکاماتسو امروزی، استان فوکوشیما)، که ایده‌های مشابهی داشت، نزدیک شد و پیشنهاد داد که آنها با هم برای از بین بردن وزرای شیطانی (رعایای نقشه‌های شیطانی) همکاری کنند، زیرا توسط آنها سخنان اخیر امپراتور به شکل فرمان‌های دروغنی جعل شده بود. ماتسودایرا کاتاموری بلافاصله موافقت کرد و به این ترتیب اتحاد ساتسوما-کای شکل گرفت. وقتی شاهزاده ناکاگاوا، که از حامیان اتحاد شوگون و شوگون‌سالاری و دربار امپراتوری بود، این موضوع را به امپراتور کومئی اطلاع داد، امپراتور کومئی در شامگاه هفدهم اوت نامه‌ای را خطاب به شاهزاده ناکاگاوا صادر کرد و در آن تصریح کرد که «آسیب ملت باید با نیروی نظامی از بین برود».

### کودتای بونکیو۱۸۶۳
صبح زود روز بعد، روز ۱۸ ماه هشتم تقویم قدیم، شاهزاده ناکاگاوا آساهیکو اشراف را جمع کرد و گفت: «امپراتور معتقد است که اخراج بربرها زود است، اما اخیراً افرادی توسط قلمرو چوشو متقاعد شده‌اند که طوری رفتار کنند که گویی این سخنان دروغین از طرف امپراتور، سخنان واقعی خود امپراتور است، در حالی که اینطور نیست. به‌طور خاص، کسانی (اعضای رادیکال ضد بربرها) مانند سانجو سانه‌تومی به زودی مورد بازجویی قرار خواهند گرفت، بنابراین برای شروع، آنها از بیرون رفتن یا ملاقات با دیگران منع خواهند شد.»
سپس، تمام دروازه‌های کاخ امپراتوری کیوتو بسته شد و سربازانی از قلمروهای ساتسوما و آیزو وارد شدند. این کودتایی توسط خاندان‌های ساتسوما و آیزو بود که از اتحاد دربار امپراتوری و شوگون‌سالاری حمایت می‌کردند تا فعالیت‌های اشراف دربار طرفدار امپراتوری و ضد خارجی را که حول قلمرو چوشو متمرکز بودند، سرکوب کنند. بر اساس تاریخ وقوع آن، این کودتا «کودتای روز ۱۸ ماه ۸ سال ۱۸۶۳» یا «کودتای بونکیو» نامیده می‌شود.
در روز ۱۸ اوت ۱۸۶۳، خاندان‌های ارباب آیزو و قلمرو ساتسوما رهبری کودتایی را در دربار امپراتوری به دست گرفتند و هفت نفر از اشراف رادیکال دربار، از جمله سانجو سانه‌تومی، و قلمرو چوشو را از کیوتو اخراج کردند. این کودتا به کودتای بونکیو معروف است.
وقتی شوگون‌سالاری کشور را گشود و تجارت با قدرت‌های غربی را آغاز کرد، قیمت‌ها به شدت افزایش یافت و احساسات ضدغربی افزایش یافتند. از سوی دیگر، امپراتور کومی، که از اعطای مجوز امپراتوری برای یک معاهده تجاری خودداری کرد، محبوبیت پیدا کرد و جنبش سوننو جوئی، که با حمایت از امپراتور به دنبال بیرون راندن قدرت‌های غربی بود، شتاب گرفت.
علاوه بر این، هنگامی که مشاور ارشد شوگون، ایی نائوسوکه، که جنبش را سرکوب کرده بود، در بیرون دروازه ساکورادامون ترور شد، اعتبار شوگون‌سالاری از بین رفت. در همین زمان، سامورایی‌های چوشو و دیگر جناح‌های سوننو جوئی به دربار امپراتوری نفوذ کردند، با اشراف رادیکال متحد شدند و قدرت واقعی را به دست گرفتند، شوگون‌سالاری را به اخراج بربرها ترغیب کردند و از شوگون خواستند که به کیوتو بیاید.
وقتی شوگون چهاردهم ایه‌موچی در مارس ۱۸۶۳ به کیوتو آمد، دربار امپراتوری دستور اخراج خارجی‌ها را صادر کرد و شوگون‌سالاری چاره‌ای نداشت جز اینکه به قلمروهای مختلف اطلاع دهد که باید تا روز ۱۰ از ماه پنجم ۱۸۶۳ اخراج را انجام دهند. با این حال، ایده شوگون‌سالاری برای اخراج خارجی‌ها به معنای مذاکره با قدرت‌های غربی برای اخراج آنها از ژاپن بود.
با این حال، قلمرو چوشو بارها و بارها به سمت کشتی‌های خارجی که از تنگه کانمون عبور می‌کردند، توپ شلیک کردند. علاوه بر این، در ۱۳ اوت، به دلیل دسیسه‌های جناح سوننو-جوئی، دربار امپراتوری اعلام کرد که امپراتور کومی به یاماتو سفر خواهد کرد. آنها قصد داشتند امپراتور را به بهانه دعا برای اخراج بیگانگان به آنجا بفرستند و سپس یک ارتش ضد بیگانه برای بیرون راندن غربی‌ها سازماندهی کنند. امپراتور کومی چنین اقدامات خشونت‌آمیزی را نمی‌پسندید و با شیمازو هیسامیتسو (پدر ارباب ساتسوما) و دیگران که از ائتلاف دربار امپراتوری و شوگون‌سالاری حمایت می‌کردند، مشورت کرد؛ گروهی که معتقد بودند دربار امپراتوری و شوگون‌سالاری باید در انجام امور دولتی همکاری کنند.
در آن زمان، امپراتور کومی یک ضدبیگانه افراطی تصور می‌شد، اما وقتی قلمرو ساتسوما از نیات واقعی او مطلع شدند، از خاندان آیزو، محافظ کیوتو، دعوت کردند تا در روز ۱۸ ماه هشتم کودتایی را در دربار امپراتوری انجام دهند.

### انحلالشورای سانیوو قدرت گرفتندولت ایچی-کای-سو
پس از کودتا، دربار امپراتوری، اربابان فئودالی که از اتحاد دربار امپراتوری و شوگون‌سالاری حمایت می‌کردند، مانند هیتوتسوباشی یوشینوبو (کیکی)، ماتسودایرا یوشیناگا، یامائوچی یودو، داته مونه‌ناری، ماتسودایرا کاتاموری و شیمازو هیسامیتسو، را به عنوان مشاور منصوب کرد و تصمیم گرفت آنها را در شورای سانیو (شورای امپراتوری یا شورای مشاوران) شرکت دهد. اقتدار دربار امپراتوری از شوگون‌سالاری فراتر رفت و به نظر می‌رسید که نتیجه شورا، سیاست را تعیین خواهد کرد.
با این حال، شورای سانیو (شورای امپراتوری یا شورای مشاوران) ظرف سه ماه از هم پاشید زیرا یوشینوبو اصرار بر بستن بندر یوکوهاما داشت. از آنجایی که بستن بندر یوکوهاما، که بخش عمده‌ای از تجارت را به خود اختصاص داده بود، واقع‌بینانه نبود، شیمازو هیسامیتسو و ماتسودایرا یوشیناگا درخواست کردند که این طرح لغو شود، اما یوشینوبو گوش نمی‌داد.
به نظر می‌رسد که یوشینوبو (کیکی) عمداً سعی در نابودی شورای مشاوران داشته است. گفته می‌شود که او نسبت به هیسامیتسو که سعی در به دست گرفتن رهبری در دربار امپراتوری داشت، محتاط بود، یا اینکه او با طرفداری از اخراج بیگانگان سعی در جلب نظر امپراتور داشت، اما به نظر می‌رسد که هدف او افزایش قدرت خودش بوده است.
فئودال‌های منزجر به ولایت‌های خود بازگشتند و بعداً، کِیکی، که مورد توجه امپراتور قرار گرفته بود، به عنوان فرمانده کل گارد امپراتوری منصوب شد. او با ماتسودایرا کاتاموری، ارباب قلمرو آیزو و محافظ کیوتو و ماتسودایرا ساداآکی، ارباب قلمرو کووانا و کیوتو شوشیدای، متحد شد و شروع به کنترل دربار امپراتوری کرد.
این دولت کیکی (دولت ایچی-کای-سو) از اتحاد دربار امپراتوری و شوگون‌سالاری حمایت می‌کرد و خود را از شوگون‌سالاری ادو متمایز می‌ساخت، اما ماهیتاً طرفدار شوگون‌سالاری بود.

### حادثه کینمونو تغییر عقیده تاکاموری سایگو
در شب ۵ ژوئن، سال بعد، ۱۸۶۴، شینسنگومی، تحت نظارت قلمرو آیزو، به ایکه‌دایا، جایی که سامورایی‌های قلمرو چوشو و رونین‌های طرفدار چوشو در حال تجمع بودند، حمله کرد و پنج نفر را کشت (نظریه‌های دیگری نیز در مورد جزئیات وجود دارد) و بسیاری دیگر را اسیر کرد. در آن زمان، شایعاتی پخش شده بود مبنی بر اینکه «روش‌ها/رونین‌های چوشو (سامورایی بدون ارباب) کیوتو را به آتش خواهد کشید و از این آشفتگی برای کشتن ماتسودایرا کاتاموری و دیگران استفاده خواهد کرد و امپراتور کومی را ربوده و به قلمرو چوشو خواهد برد.» شینسنگومی از شهادت فوروتاکا شونتارو، که همان صبح دستگیر و شکنجه شد، از برنامه‌هایی برای آتش زدن شهر در آینده نزدیک مطلع شد و درخواست اعزام قلمرو آیزو را کرد. در آیزو نگرانی‌های زیادی وجود داشت، اما در نهایت، با رضایت قلمرو کووانا و خاندان هیتوتسوباشی توکوگاوا، آنها تصمیم به اعزام نیرو گرفتند. در صورت لزوم، آنها آماده بودند تا در یک رویارویی تمام عیار با قلمرو چوشو شرکت کنند.
دلیل این امر آن است که طی چند سال گذشته، جناح سوننو جوئی با قتل و اخاذی از افراد طرفدار شوگون‌سالاری و طرفدار کوبو گاتای (اتحاد دربار امپراتوری و شوگون‌سالاری) به منظور گسترش نفوذ خود، با ادعای اینکه این مجازات الهی است، قانون و نظم را در کیوتو مختل کرده بود؛ بنابراین حتی پس از اینکه شینسنگومی کنترل ایکه‌دایا را به دست گرفت، سامورایی‌های خانواده‌های ارباب آیزو، کووانا و هیتوتسوباشی تا صبح روز بعد شهر را جستجو کردند و بسیاری از هواداران سوننو جوئی را اسیر و کشتند. با این حال، از آنجا که سامورایی‌های محل اقامت قلمرو چوشو خویشتن‌داری کردند، این نبرد به یک نبرد بزرگ تبدیل نشد. با این حال، در ژوئیه سال بعد، قلمرو چوشو، به همراه سه تن از ملازمان ارشدش، در قالب ارتشی بزرگ در حومه کیوتو ظاهر شدند. آنها ادعا کردند که برای اعتراض به اتهامات دروغین علیه اشراف سوننو جوئی و ارباب خاندان چوشو که در کودتای سال قبل از پایتخت گریخته بودند، آمده‌اند، اما این صرفاً یک بهانه بود؛ آنها در واقع سعی داشتند از نیروی نظامی برای بازپس‌گیری قدرت واقعی در دربار امپراتوری استفاده کنند. اگرچه این اقدامی بود که از قبل برنامه‌ریزی شده بود، شکی نیست که حادثه ایکه‌دایا تنها بر خشم نیروهای چوشو افزود. سرانجام، نیروهای چوشو وارد شهر کیوتو شدند و نبردهای سختی با قلمروهای ساتسوما و آیزو انجام دادند، اما در نهایت شکست خوردند و مجبور به عقب‌نشینی شدند.

### اولین لشکرکشی چوشو
در نتیجه حادثه کینمون، خاندان ارباب چوشو به دشمن دربار امپراتوری تبدیل شد و دربار امپراتوری به شوگون‌سالاری دستور حمله به قلمرو چوشو را داد. توکوگاوا یوشیکاتسو، ارباب سابق اوواری، به عنوان فرمانده کل قوا در اولین لشکرکشی چوشو منصوب شد. تقریباً در همین زمان، سایگو تاکاموری برای اولین بار در کیوتو با کاتسو کایشو، کمیسر کشتی جنگی شوگون‌سالاری، ملاقات کرد که خود کاتسو درخواست ملاقات کرده بود. سایگو که به عنوان یک افسر نظامی در حادثه کینمون فعال بود، به عنوان رئیس ستاد لشکرکشی چوشو منصوب شد و قصد داشت چوشو را به‌طور کامل مورد حمله قرار دهد. کاتسو به شدت با این موضوع مخالف بود و به محض ملاقات با سایگو به او گفت: «شوگون‌سالاری دیگر خوب نیست، بنابراین ما باید یک دولت ائتلافی (ائتلافی از قلمروهای قدرتمند) داشته باشیم. ما نباید به چوشو حمله کنیم.» سایگو از اینکه کاتسو، یکی از مقام‌های ارشد شوگون‌سالاری، از سیاست‌های جمهوری‌خواهانه (共和政治) صحبت می‌کرد، شگفت‌زده شد و به اوکوبو توشیمیچی نوشت: «من واقعاً تحت تأثیر او قرار گرفته‌ام، (حذف شده) و عمیقاً سر تعظیم فرود می‌آورم. نمی‌توانم تصور کنم که او چقدر باهوش و مدبر است. اول از همه، او مردی با شخصیت قهرمانانه است، (حذف شده) و من عمیقاً شیفتهٔ کاتسو کایشو شده‌ام.»
به لطف تلاش‌های سایگو که نظرش را تغییر داده بود، ارباب قلمرو چوشو سرهای افراد مسئول را به عنوان عذرخواهی تقدیم کرد و به‌طور موقت از درگیری مسلحانه جلوگیری شد. با این حال، شوگون‌سالاری ادو از این توافق راضی نبود و در ژانویه سال بعد، ۱۸۶۵، آنها سعی کردند ارباب قلمرو چوشو، موری یوشیچیکا و پسرش را به ادو بفرستند. دربار امپراتوری، با درک این موضوع، فرمان امپراتوری را برای جلوگیری از اقدامات شوگون‌سالاری صادر کرد تا به آنها اجازه ندهد ابتکار عمل را به دست بگیرند. سپس، در اوایل فوریه، مشاوران ارشد آبه ماساتو و ماتسودایرا مونه‌هیده با هدایت ارتش بزرگی از ادو به کیوتو آمدند. به نظر می‌رسید که آنها قصد دارند دربار امپراتوری را مرعوب کنند و همچنین هیتوتسوباشی یوشینوبو را از کیوتو به مقر شوگون‌ها یعنی ادو بازگردانند. با این حال، کانپاکو نیجو نارییوکی آنها را به شدت توبیخ کرد و گفت: «کیکی از طرف شوگون از کیوتو محافظت می‌کند. من نمی‌فهمم چرا به او می‌گویید که به ادو برگردد. علاوه بر این، چه طرز فکری است که یک ارتش بزرگ را بدون اجازه به پایتخت (کیوتو) بیاورند؟» بنابراین آبه ماساتو و ماتسودایرا مونه‌هیده به ادو عقب‌نشینی کردند.

### گرفتن تصویب افتتاحبندر کوبهاز دربار توسط یوشینوبو
در پنجمین ماه همان سال، شوگون ایه‌موچی ارتش بزرگی را به قلعه اوساکا هدایت کرد، با این هدف که مجوز امپراتوری را برای آغاز لشکرکشی دیگری علیه دولت اصلاح‌طلب تازه تأسیس در چوشو که رویکردی سرکشانه نشان داده بود، به دست آورد. جناح کیکی در کیوتو (دولت ایچی-کای-سو) نیز کاملاً همکاری کرد و در ۲۰ سپتامبر، کیکی وارد شورای دربار شد و رضایت ضمنی برای اعطای مجوز امپراتوری به شوگون ایه‌موچی، که درخواست دومین اردوکشی چوشو را داده بود، به دست آورد. علاوه بر این، در شورای امپراتوری در چهارم اکتبر، هنگامی که یوشینوبو به دنبال تصویب امپراتوری برای حل حادثه تقاضای بازگشایی بندر هیوگو (افتتاح بندر کوبه) بود و اشراف مخالف سعی در ترک آن داشتند، گفت: «اگر آنها امتناع کنند، من مسئولیت را بر عهده می‌گیرم و سپوکو انجام می‌دهم. با این حال، اگر شکمم را پاره کنم، معلوم نیست طرفدارانم چه بلایی سرتان بیاورند.» و اتاق را ترک کرد. اشراف ترسیدند و روز بعد، پنجم اکتبر، تصویب امپراتوری برای گشایش بندر کوبه صادر شد.

### اتحاد ساتسوما-چوشو

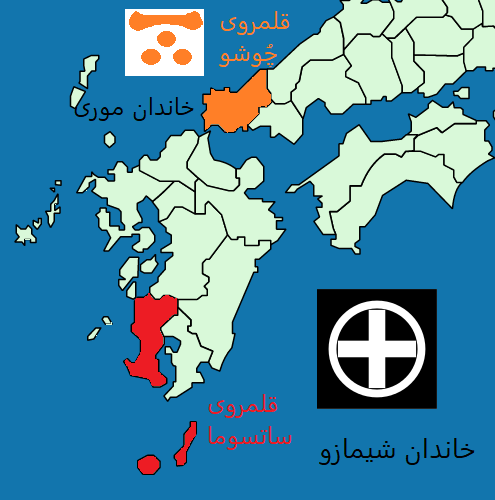
قلمروی ساتسوما (قرمز) در جنوب ژاپن و قلمروی چُوشو (نارنجی)

سایگو تاکاموری و اوکوبو توشیمیچی از خاندان ساتسوما که با بازوی قدرتمند کیکی مخالف بودند، شروع به تلاش برای اتحاد با خاندان ارباب چوشو کردند. بدین ترتیب، با کمک ریوما ساکاموتو و دیگران، خاندان‌های اربابی ساتسوما و چوشو با هم آشتی کردند و در ژانویه ۱۸۶۶، یک اتحاد نظامی مخفی اتحاد ساتسوما-چوشو) منعقد شد. با این حال، در سال‌های اخیر، نظریه‌هایی مطرح شده است مبنی بر اینکه این اتحاد وعده‌ای برای سرنگونی شوگون‌ها نبوده، ریوما در مذاکرات اتحاد نقشی نداشته و کیدو تاکایوشی به تنهایی برای تحقق آن جنگیده است. در ژوئن همان سال، دومین لشکرکشی چوشو آغاز شد، اما خاندان ارباب ساتسوما از اعزام نیرو خودداری کرد. علاوه بر این، نبرد به‌طور غیرمنتظره‌ای تغییر جهت داد و نیروهای چوشو نیروهای اعزامی را در هم کوبیدند. علاوه بر این، در ژوئیه سال بعد، شوگون توکوگاوا ایه‌موچی بر اثر بیماری در قلعه اوساکا درگذشت.

### شوگونی توکوگاوا یوشینوبو
در این شرایط بحرانی، بسیاری از مقام‌های شوگون‌سالاری می‌خواستند یوشینوبو جانشین او به عنوان شوگون شود. با این حال، یوشینوبو فقط ریاست خاندان توکوگاوا را به ارث برد و مقام شوگون را به عهده نگرفت. هارا ایچینوشین، که مشاور مورد اعتماد یوشینوبو بود، با اربابان فئودال مختلفی ملاقات کرد و از آنها خواست که یوشینوبو را برای مقام شوگون توصیه کنند. در نتیجه، قلمروهای اوواری، کی و ماتسویاما دادخواست‌هایی را به دربار امپراتوری ارائه دادند که در آنها آمده بود: «ما باید یوشینوبو را شوگون کنیم» و امپراتور کومی نیز در ماه نوامبر گفت: «من معتقدم که توکوگاوا یوشینوبو باید به عنوان شوگون اعلام شود. حتی اگر او قاطعانه امتناع کند، لطفاً قصد من را مبنی بر پذیرش این بار به او ابلاغ کنید.» (زندگی توکوگاوا یوشینوبو، تویو بونکو). بدین ترتیب، کِیکی در دسامبر ۱۸۶۶ به عنوان پانزدهمین شوگون انتخاب شد.
با این حال، تنها ۲۰ روز بعد، امپراتور کومی ناگهان درگذشت. مرگ امپراتور ضربه بزرگی برای کیکی بود. گفته می‌شود علت مرگ آبله بوده است، اما نظریه‌ای نیز وجود دارد که او توسط ایواکورا تومومی و اوکوبو توشیمیچی مسموم شده است. در ماه مه ۱۸۶۷ مجوز امپراتوری برای افتتاح بندر هیوگو را به دست آورد.

### توافق سری برای سرنگونی شوگون‌سالاری
در همین حال، سایگو و اوکوبو توشیمیچی از ساتسوما، که از پیوستن یوشینوبو به شوگون‌سالاری احساس بحران می‌کردند، فعالیت‌های سیاسی خود را نیز افزایش دادند. در ماه ژوئن، آنها اتحاد ساتسوما-توسا را با گوتو شوجیرو و فوکوئوکا تاکاچیکا، از ملازمان ارشد خاندان ارباب توسا، منعقد کردند که در آن آمده بود: «یوشینوبو از مقام شوگون استعفا می‌دهد و از طریق جلسه‌ای از اربابان فئودال با محوریت دربار امپراتوری، یک دولت جمهوری را تشکیل می‌دهد.» سپس آنها قلمرو هیروشیما را به اتحاد سه قلمرویی ساتسوما-توگی اضافه کردند.
علاوه بر این، به دنبال پیشنهاد ساکاموتو ریوما و با اجازه ارباب فئودال سابق، یامائوچی یودو، گوتو شوجیرو شروع به لابی کردن با شوگون‌سالاری کرد تا بازگشت قدرت سیاسی به امپراتور را محقق کند.
از سوی دیگر، با مشاهده اصلاحات نظامی عظیم کیکی، جناح ضد شوگون‌سالاری ساتسوما-چوشو به این باور رسید که تنها گزینه، سرنگونی خود خانواده توکوگاوا با زور است. آنها با پیشنهاد گوتو برای بازگشت قدرت سیاسی به امپراتور مخالفت کردند و پایان اتحاد ساتسوما-توسا را اعلام کردند.
در همان زمان، اوکوبو توشیمیچی، با همکاری ایواکورا تومومی، مانور سیاسی را برای صدور فرمان امپراتوری برای سرنگونی شوگون‌سالاری به هر دو خاندان ساتسوما و چوشو آغاز کرد. فرمان مخفی امپراتوری برای سرنگونی شوگون‌سالاری در ۱۳ اکتبر به خاندان اربابی قلمرو ساتسوما صادر شد، اما وقتی یوشینوبو در روز بعد، ۱۴ اکتبر، دادخواستی را به دربار امپراتوری ارائه داد تا قدرت را به امپراتور بازگرداند، همه چیز بی‌نتیجه ماند. یوشینوبو با بازگرداندن قدرت به امپراتور بر قلمرو ساتسوما غلبه کرده بود.
به دنبال شکست مجمع شیکو در ماه مه ۱۸۶۷، اوکوبو توشیمیچی، کوماتسو کیوکادو و سایگو تاکاموری از قلمروی ساتسوما در خط مش خود تجدید نظر کرده و به‌طور کامل به سمت جنبش براندازی شوگون حرکت کردند. اوکوبو توشیمیچی با مقام درباری کوگه، ایواکورا تومومی تماس گرفته و مقدمات اخذ فرمان مخفی امپراتوری برای سرنگونی شوگون‌سالاری را فراهم کرد.

### بازگشت قدرت سیاسی به امپراتور/تایسی هوکان
در ماه ششم از سال ۱۸۶۷ میلادی ساکاموتو ریوما، یک برنامه هشت‌بندی که بعدها به نام هشت طرح از درون کشتی شهرت پیدا کرد را ارائه کرد که در یکی از طرح‌ها از پانزدهمین شوگون، توکوگاوا یوشینوبو خواسته می‌شد تا استعفا دهد تا جنگ داخلی صورت نگیرد.
بعد از مطرح شدن این طرح توسط ساکاموتو ریوما به توصیه وی، گوتو شوجیرو جهت جلوگیری از درگیری و جنگ، طرح تایسی هوکان را به دایمیوی سابق ولایت توسا، یامائوچی یودو ارائه کرد. آخرین شوگون توکوگاوا یوشینوبو، که می‌خواست نفوذ سیاسی خود را حفظ کند، در ۱۳ اکتبر در اربابان فئودال‌های مختلفی را به قلعه نیجو در کیوتو دعوت کرد و در مورد بازگرداندن قدرت به امپراتور ژاپن مشورت کرد. از نظر توکوگاوا یوشینوبو، امپراتور میجی که در آن زمان ۱۵ سال بود هنوز آمادگی اداره کشور را نداشت و در پی ابزارهایی بود که نفوذ خود را در اداره کشور حفظ کند.
توکوگاوا یوشینوبو همچنین با بازگرداندن قدرت با امپراتور قصد داشت مانع از سوءاستفاده فرانسه و بریتانیا از موقعیت جنگ داخلی در ژاپن شود زیرا این امکان وجود داشت که اگر شوگون‌سالاری با ساتسوما و چوشو وارد جنگ داخلی شود، بریتانیا یا فرانسه به ژاپن حمله کنند. او تصور می‌کرد که اگر شوگون‌سالاری ادو منقرض شود خانواده توکوگاوا همان مقام را، البته به شکلی متفاوت، به عنوان رئیس کنفرانس اربابان و خاندان‌های فئودال حفظ خواهند کرد. این مصداق «فدا کردن آبرو به خاطر نتایج» بود. این به معنای سقوط شوگون‌سالاری ادو بود که ۲۶۰ سال دوام آورده بود. در ۳ ژانویه ۱۸۶۸، امپراتور میجی اعلام کرد که قدرت سیاسی به خاندان امپراتوری بازگردانده می‌شود. سال ۱۸۶۸ به عنوان آغاز نوسازی میجی (اصلاحات میجی) نیز شناخته می‌شود.

### واکنش ساتسوما و چوشو

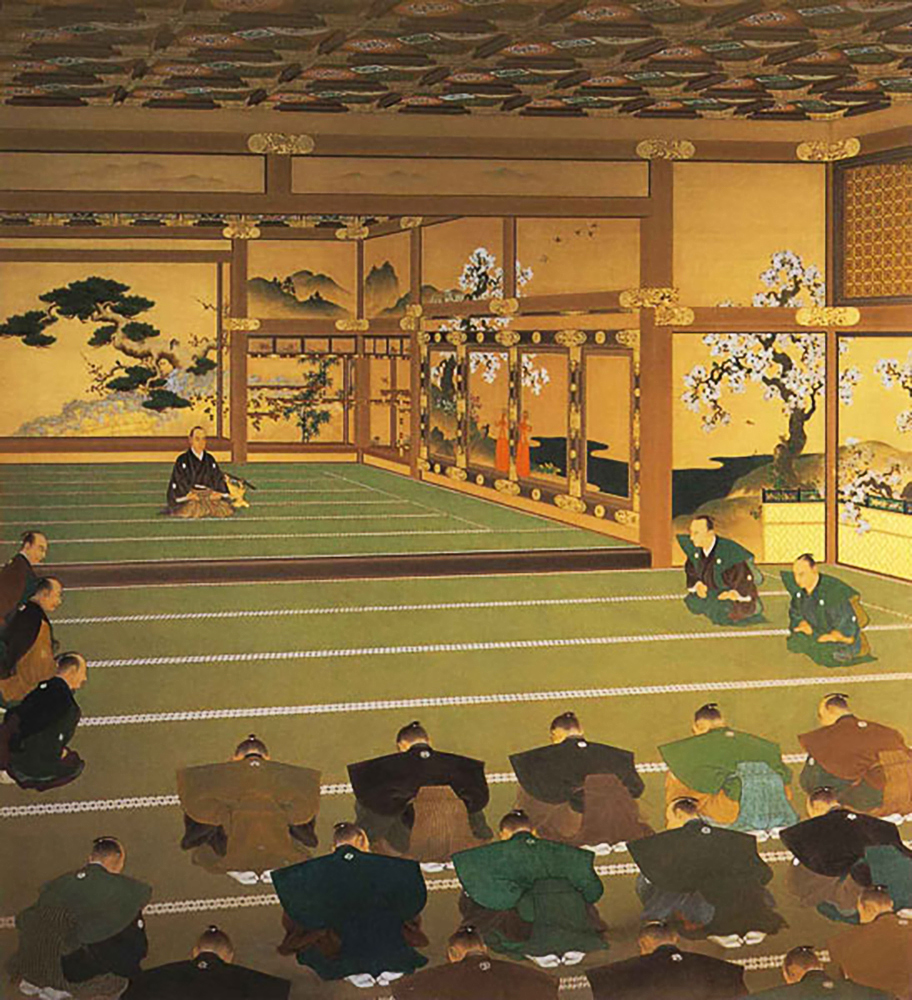
تصویر صحنه «بازگرداندن حکومت امپراتوری به امپراتور» در قلعه نیجو است. شخصی که در مرکز تصویر قرار دارد، توکوگاوا یوشینوبو است.

در همان زمان، خاندان‌های ارابی ساتسوما و چوشو از طریق اشراف در پشت صحنه تلاش می‌کردند تا از دربار امپراتوری، ایواکورا تومومی اجازه سرنگونی شوگون‌سالاری را بگیرند. در ۱۴ اکتبر، درست زمانی که آنها در شُرُف دریافت مجوز از دربار امپراتوری برای آغاز جنبش سرنگونی شوگون‌سالاری بودند، شوگون‌سالاری دادخواستی برای بازگرداندن قدرت به امپراتور ارائه داد و تقریباً هیچ ارکانی از شوگون‌سالاری برای سرنگونی وجود نداشت. خاندان‌های ساتسوما و چوشو به شدت با این نحوه احیای حکومت امپراتوری مخالف بودند، زیرا احساس می‌کردند اگر توکوگاوا یوشینوبو حتی پس از انحلال شوگون‌سالاری ادو به عنوان «رئیس کنفرانس قلمروهای فئودالی» باقی بماند، قدرت شوگون‌سالاری سابق به شکلی متفاوت ادامه خواهد یافت. چوشو و ساتسوما معتقد بودند که سیاست‌های جدید غیرممکن خواهد بود مگر اینکه افراد مهم مرتبط با شوگون‌سالاری کنار گذاشته شوند. سپس خاندان‌های چوشو و ساتسوما و همچنین ایواکورا تومومی، کودتای سیاسی را برنامه‌ریزی کردند.

## روز قبل از جلسه ۲ ژانویه ۱۸۶۸
از آنجا که عفو قلمرو چوشو که در نتیجه حادثه کینمون به دشمن دربار امپراتوری تبدیل شده بود، اهمیت داشت، یک بحث عمومی کامل ضروری بود و لازم بود خاندان‌های مختلف که به تاکتیک عدم شرکت متوسل شده بودند، مجبور به شرکت در آن شوند. در ۲ ژانویه، دربار امپراتوری دستوری مبنی بر «ارائه هرگونه نظر کتبی» در مورد عفو قلمرو چوشو و درخواست وزیر بریتانیا، پارکس، برای غیرنظامی کردن منطقه اطراف هیوگو صادر کرد. به‌طور خاص، در مورد موضوع عفو چوشو، دادگاه پیش‌نویس نامه عفو را ارائه داد و خواستار پاسخ فوری در مورد تأیید یا عدم تأیید آن تا پایان روز شد. این تلاشی به زور به پایان رساندن «بحث عمومی» به منظور جلوگیری از تاکتیک‌های تحریم بود. سه نفر از اعضای دولت ایچی-کای-سو شامل توکوگاوا یوشینوبو، ماتسودایرا کاتاموری و ماتسودایرا سادایوشی نیز به این رویداد دعوت شده بودند، اما هر سه به دلیل بیماری غایب بودند.
بسیاری از پاسخ‌ها از حوزه‌های مختلف در این راستا بود که «این موضوع آسانی نیست، بنابراین ما قادر به پاسخگویی نیستیم»، اما حداقل حتی یک اعتراض هم وجود نداشت. حوزه‌های آیزو و کووانا که با خاندان چوشو اختلاف داشتند، غایب بودند و پاسخی ارائه نکردند، اما در هر صورت، ظاهر «بحث را به پایان رساندیم» به نظر می‌رسید و بنابراین نامه عفو به گروه خاندان اربابی چوشو که در نیشینومیا اقامت داشتند، تحویل داده شد.
در این جلسه، تصمیم گرفته شد که ارباب خاندان چوشو و پسرش، و همچنین سانجو سانه‌تومی و دیگران، به رتبه‌های رسمی خود بازگردانده شوند و اجازه سفر به کیوتو را داشته باشند، و تمام اشراف دربار که از زمان بونکیو ۲ (۱۸۶۲) با عفو امپراتوری مجازات شده بودند، بخشیده شوند. پس از آنکه نایب‌السلطنه و دیگران مشورت‌های شبانه خود را به پایان رساندند و از کاخ خارج شدند، اولین کنفرانس کوگوشو توسط اشراف و اربابانی که از کودتا حمایت کرده و همزمان به کاخ رسیده بودند، و همچنین کسانی که در کاخ باقی مانده بودند، برگزار شد.

## روز کودتا و جلسه ۳ ژانویه ۱۸۶۸

### مرحله اول کودتا یا اولین کنفرانس کوگوشو
در صبح روز حمله، پنج قلمرو (قلمرو ساتسوما، قلمرو توسا، قلمرو هیروشیما (قلمرو آکی)، قلمرو اوواری و قلمرو فوکویی (نام دیگر قلمرو اچیزن) نیروهایی را اعزام کرده و کاخ امپراتوری کیوتو را مسدود کردند. سربازان آیزو که تا آن زمان از کاخ امپراتوری محافظت می‌کردند، بدون مقاومت تسلیم شدند.
تنها تعداد کمی از افراد برگزیده به کاخ امپراتوری احضار شدند و سربازانی از خاندان چوشو و دیگر خاندان‌ها، کاخ را محاصره کردند تا از ورود بیگانگان جلوگیری کنند. این «بیگانگان» عمدتاً به افرادی گفته می‌شد که با شوگون‌سالاری مرتبط هستند. سپس، در کاخ امپراتوری، بدون حضور هیچ‌یک از اعضای شوگون‌سالاری، سرانجام اعلامیه بزرگ احیای سلطنت اعلام شد.
پس از این کنفرانس، به دربار امپراتوری و درباریان اعلام شد که نظام‌های قدیمی هر دو هم دربار امپراتوری و هم شوگون‌سالاری لغو خواهند شد و اعضای متشکل از سه مقام رئیس، مشاور ارشد و مشاوران، اعضای دولت جدید (احیای حکومت امپراتوری) که قرار بود تأسیس شود، خواهند شد.
به عبارت دیگر، فرمانی امپراتوری با عنوان «اعلامیه بزرگ احیای حکومت امپراتوری» صادر شد که خواستار لغو مناصب نایب‌السلطنه (کانپاکو)، صدراعظم (تایرو)، شوگون، کیوتو شوگوشوکو، کیوتو شوشیدای و غیره بود (در پاسخ به این، یامائوچی یودو به همراه شونگاکو و دیگران به سمت مشاور منصوب شد).
این بازسازی به معنای لغو سیستم کانپاکو (نایب‌السلطنه) بود که حدود ۱۰۰۰ سال از زمان نایب‌السلطنه شدن فوجیوارا نو موتوتسونه در دوره هی‌آن ادامه داشت و بازگشت به سیستم قبل از آن. اولین سیاست احیای سلطنت، ایجاد سه مقام برای جایگزینی سیستم نایب‌السلطنه بود. علاوه بر این، این جلسه دفاتر کیوتو شوگوشوکو و کیوتو شوشیدای را لغو کرد و به ماتسودایرا کاتاموری و ماتسودایرا ساداآکی دستور داد به قلمروهای خود بازگردند.

### مرحله دوم کودتا یا دومین کنفرانس کوگوشو

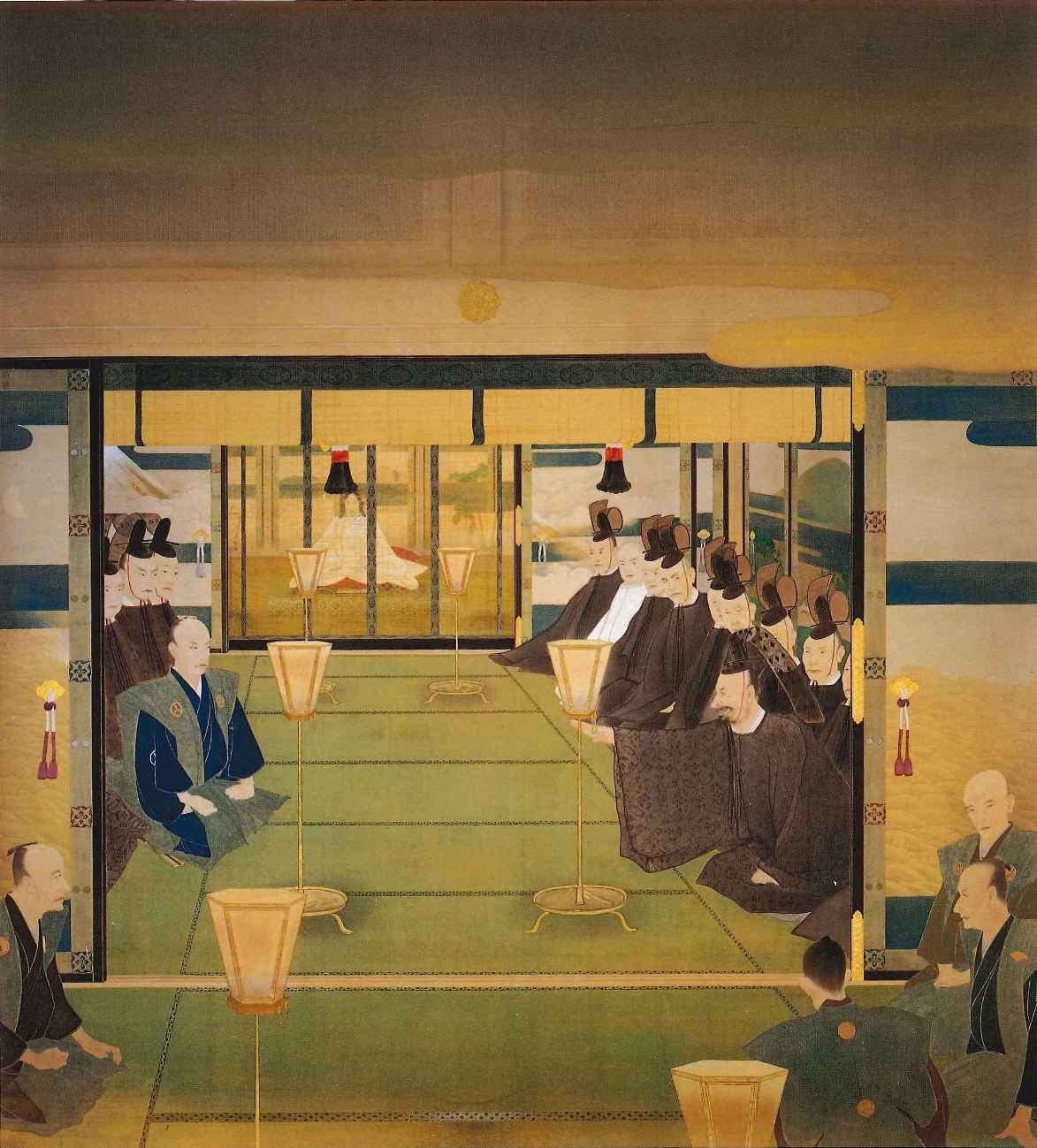
تصویری نقاشی شده از جلسه کوگوشو و بحث در مورد «احیای حکومت امپراتوری». این نقاشی صحنه‌ای از مناظره‌ای داغ بین یامائوچی یودو (چپ) و ایواکورا تومومی (راست) را که در کاخ امپراتوری کیوتو و در مقابل امپراتور میجی نشسته در پشت پرده‌ها، برگزار شد، به تصویر می‌کشد.

عصر روزی که دولت جدید افتتاح شد، دومین «کنفرانس کوگوشو» در کاخ امپراتوری برگزار شد تا در مورد نحوه برخورد با توکوگاوا یوشینوبو، محل تأمین منابع مالی برای حمایت از دولت جدید و چگونگی تحقق بازنشستگی اربابان کای و کووا و بازگشت سربازانشان به ولایتشان بود. به عنوان یک واقعیت تاریخی تقریباً قطعی گفت این است که دو بازیگر اصلی در کنفرانس، ایواکورا تومومی و یامائوچی یودو بودند. دلیل این امر این بود که این دو نفر بر سر موضوع استعفا و تسلیم زمین، که موضوع اصلی کنفرانس آن روز بود، با هم درگیر شدند.
در نهم دسامبر، پس از پایان شورای صبحگاهی، پس از بیرون راندن نایب‌السلطنه و خانواده امپراتوری که لحظاتی قبل شورا را برگزار کرده بودند، ایواکورا تومومی وارد کاخ شد تا تأسیس دولت جدید را اعلام کند و پرسنل سه دفتر جدید را تعیین کند. این سه منصب جلسه کوگوشو عبارت بودند از:
- رئیس شاهزاده آریسوگاوا تاروهیتو
- مشاور ارشد شاهزاده کوماتسو آکی‌هیتو
- مشاوران همچنین نه نفر دیگر بودند:

1. ناکایاما تادایاسو
2. ایواکورا تومومی
3. شاهزاده یاماشینا آکیرا
4. ناکانومیکادو تسونه‌یوکی
5. شیمازو تادایوشی (ارباب قلمرو ساتسوما)
6. توکوگاوا یوشیکاتسو (ارباب سابق قلمرو اوواری)
7. آسانو ناگاکوتو (وارث قلمرو هیروشیما)
8. ماتسودایرا یوشیناگا (ارباب سابق قلمرو فوکویی)
9. یامائوچی یودو (ارباب سابق قلمرو توسا).[۹]

جناحی که به دنبال سرنگونی شوگون‌سالاری با زور بود، از جمله ایواکورا تومومی و اوکوبو توشیمیچی، که در پی بازگشت حکومت امپراتوری بودند، در بحثی بر سر مجازات خاندان توکوگاوا، بر طرفداران سیستم دولتی، از جمله یامائوچی یودو و ماتسودایرا یوشیناگا، غلبه کردند و تصمیم گرفتند که توکوگاوا یوشینوبو از سمت رسمی خود کناره‌گیری کند و سرزمین خود را بازگرداند.

## واکنش شوگون پانزدهم
روز بعد از کودتا توکوگاوا یوشیکاتسو و ماتسودایرا یوشیناگا از مقام‌های نظام تازه، با یوشینوبو ملاقات کردند تا تصمیم جلسه کوگوشو، یعنی «استعفا و واگذاری زمین» را به او ابلاغ کنند. این دو مرد پیشنهاد کردند که او از مقام رسمی خود نای‌دایجین (وزیر کشور) صرف نظر کند و نیمی از ۴ میلیون ککو زمین خود را به عنوان کمک به دولت جدید اهدا کند. یوشینوبو پاسخی نداد، اما از ترس اینکه حدود ۱۰٫۰۰۰ سرباز سابق شوگون‌سالاری و سربازان قلمرو آیزو که از احیای حکومت امپراتوری خشمگین بودند، منفجر شوند، قلعه نیجو را ترک کرد و به قلعه اوساکا نقل مکان کرد. این آغاز نبرد توبا-فوشیمی و جنگ بوشین بود.
یوشینوبو پس از اطلاع از این موضوع، طغیان زیردستان خود را سرکوب کرد و به سرعت از کیوتو به قلعه اوساکا نقل مکان کرد تا اوضاع را زیر نظر بگیرد. بسیاری از اربابان فئودال سپس با خاندان توکوگاوا همدردی کردند و جناح مشورت عمومی از این امر قدرت گرفت و برای به دست گرفتن کنترل دولت جدید از جناح ضد شوگونی و قرار دادن یوشینوبو به عنوان رهبر دولت جدید اقدام کرد.

## تحریک طرفداران شوگون سالاری به جنگ
در اکتبر ۱۸۶۷ (کیئو ۳) بود که ماسومیتسو یاسونوسوکه، ایموتا شوهی، ساگارا سوزو، به دستور مخفی سایگو تاکاموری وارد اقامتگاه ارشد خاندان ساتسوما در میتا-میناتو، توکیو شدند (اگرچه نظریه‌ای نیز وجود دارد که ساگارا سوزو قبل از آن آنجا بوده است). آنها توسط سایگو تاکاموری در کیوتو دستور داشتند تا در ادو و منطقه کانتو هرج و مرج ایجاد کنند. با بازگشت قدرت به امپراتور توسط پانزدهمین شوگون، توکوگاوا یوشینوبو، ساتسوما توجیه خود را برای برنامه‌ریزی برای سرنگونی شوگون‌سالاری با زور از دست داد، بنابراین آنها نقشه کشیدند تا شوگون‌سالاری را تحریک کرده و آنها را به آغاز جنگ وادارند.
ساگارا سوزو، که در میان جناح سوننو-جوئی در منطقه کانتو مشهور بود، برای جذب روشی (رونین، سامورایی بدون ارباب) فراخوان داد و ۵۰۰ نفر جمع شدند. برخی از آنها آرزوهای بلندی داشتند، اما اراذل و اوباش و قمارباز نیز در میان آنها بودند که آنها را به گروهی واقعاً مختلط تبدیل می‌کرد. هدف ظاهری از جمع‌آوری روشی‌ها، محافظت از تنشو-این (آتسوهیمه) از اهالی ساتسوما بود که با سیزدهمین شوگون، توکوگاوا ایه‌سادا ازدواج کرده بود و اکنون بیوه شده بود.
برخی از روشی‌های جمع‌آوری‌شده، ارتش‌هایی را در مکان‌های مختلف تشکیل دادند، اما این ارتش‌ها بدون دستیابی به موفقیت چندانی سرکوب شدند. با این حال، از آنجایی که هدف تحریک شوگون‌سالاری و تشویق آنها به جنگ بود، برد یا باخت در درجه دوم اهمیت قرار داشت. از سوی دیگر، روشی‌ها در ادو به فروشگاه‌های بازرگانان ثروتمند حمله کرده و مرتکب سرقت می‌شدند و ادعا می‌کردند که این کار را برای جمع‌آوری پول برای وفاداری خود به امپراتور انجام می‌دهند و همچنین مرتکب قتل‌های خیابانی و آتش‌سوزی می‌شدند که باعث وخامت شدید نظم عمومی در ادو شد. آنها مورد ترس بودند و «ساتسوما گویوتو» نامیده می‌شدند. با این حال، آنها نیز قوانینی داشتند و اهداف آنها محدود به بازرگانانی بود که به شوگون‌سالاری کمک می‌کردند.
قلمرو شونای که به دستور شوگون‌سالاری مسئول محافظت از شهر ادو بود، می‌دانست که پایگاه رونین‌ها محل سکونت بالایی قلمرو ساتسوما است، اما قادر به دستیابی به شواهد محکمی نبود. علاوه بر این، نظرات در داخل شوگون‌سالاری متفاوت بود، به طوری که اوگوری تاداماسا خواستار نابودی شدید رونین‌ها بود، در حالی که کاتسو کایشو با آن مخالفت کرد و گفت که این کار زودهنگام است. با این حال، تحریک‌های رونین‌ها افزایش یافت و در شب ۲۳ دسامبر، یک حادثه تیراندازی در پادگان قلمرو شونای در میتا رخ داد. در همان روز، دومین دیوار قلعه ادو به آتش کشیده شد و شایعه شد که ایموتا شوهی مسئول این حادثه است.

## حادثه آتش‌زدن عمارت اربابی قلمرو ساتسوما در ادو
سرانجام، شوگون‌سالاری که دیگر نمی‌توانست تحمل کند، تصمیم گرفت یاغیان را در اقامتگاه بالایی قلمرو ساتسوما مجازات کند. نیروهایی که برای سرکوب آنها دستور داده شده بودند، نیروی اصلی قلمرو شونای بود. آنها در سپیده دم روز ۲۵ دسامبر، اقامتگاه ساتسوما را محاصره کردند. سربازان شوگون‌سالاری آموزش دیده در فرانسه و نیروهای نظامی از سایر قلمروها نیز همکاری کردند. آبه توزو از قلمرو شونای به اقامتگاه ساتسوما رفت و از سرایدار اقامتگاه، خواست تا یاغیان را تحویل دهد. با این حال، طرف ساتسوما موافقت نکرد و مذاکره شکست خورد و باعث حمله شد و سربازان شونای که منتظر بودند، اقامتگاه را با آتش سنگین توپخانه بمباران کردند و سپس به آنجا حمله کردند و عمارت را به آتش کشیدند.

## اعلان جنگ با ساتسوما
در روز سال نو در سال ۱۸۶۸ (دوره کیئو ۴)، جناح توکوگاوا سندی با عنوان اعلان حمله به ساتسوما صادر کرد. این سند، بیانیه‌ای خشمگینانه بود مبنی بر اینکه «رفتار قلمرو ساتسوما را نمی‌توان نیت واقعی دربار امپراتوری دانست. این رفتار باید نتیجه توطئه‌ای از سوی ملازمان وفادار خاندان شیمازو باشد.» این سند به نام یوشینوبو نوشته شده بود، اما در مورد میزان دخالت او در محتوای سند، نظرات متفاوتی وجود دارد. در هر صورت، یوشینوبو احتمالاً تحت تأثیر جناح طرفدار جنگ قرار گرفته بود.
وقتی سربازان قلعه اوساکا از این موضوع باخبر شدند، خشمگین شدند و حتی کیکی دیگر نتوانست آنها را مهار کند. در روز سال نو ۱۸۶۸، او مجبور شد اطلاعیه حمله به ساتسوما (سند درخواست از دولت جدید برای نابودی نیروهای ساتسوما) را ارائه دهد و روز بعد، به آنها اجازه پیشروی به سمت کیوتو را داد.

## آغاز نخستین جنگ بوشین
در روز بعد، یعنی روز سوم، یک درگیری مسلحانه تمام عیار بین نیروهای سابق شوگون‌سالاری و جناح ضد شوگون‌سالاری ساتسوما-چوشو در توبا و فوشیمی، ورودی‌های کیوتو، آغاز شد. این نبرد در جهان به عنوان نبرد توبا-فوشیمی شناخته می‌شود. نیروهای سابق شوگون ۱۵٬۰۰۰ نفر بودند، در حالی که نیروهای جدید دولتی که در اطراف ساتسوما و چوشو متمرکز بودند، ۵۰۰۰ نفر بودند. نیروهای سابق شوگون به اندازه نیروهای ساتسوما و چوشو مجهز بودند، اما شکست خوردند. در ۶ ژانویه، یوشینوبو در قلعه اوساکا فرار کرد و با یک کشتی بخار به ادو بازگشت. این امر باعث فروپاشی نیروهای سابق شوگون‌سالاری شد اما جنگ بوشین تا سال بعد، ۱۸۶۹ (میجی ۲) ادامه یافت.

## آغاز دوره میجی

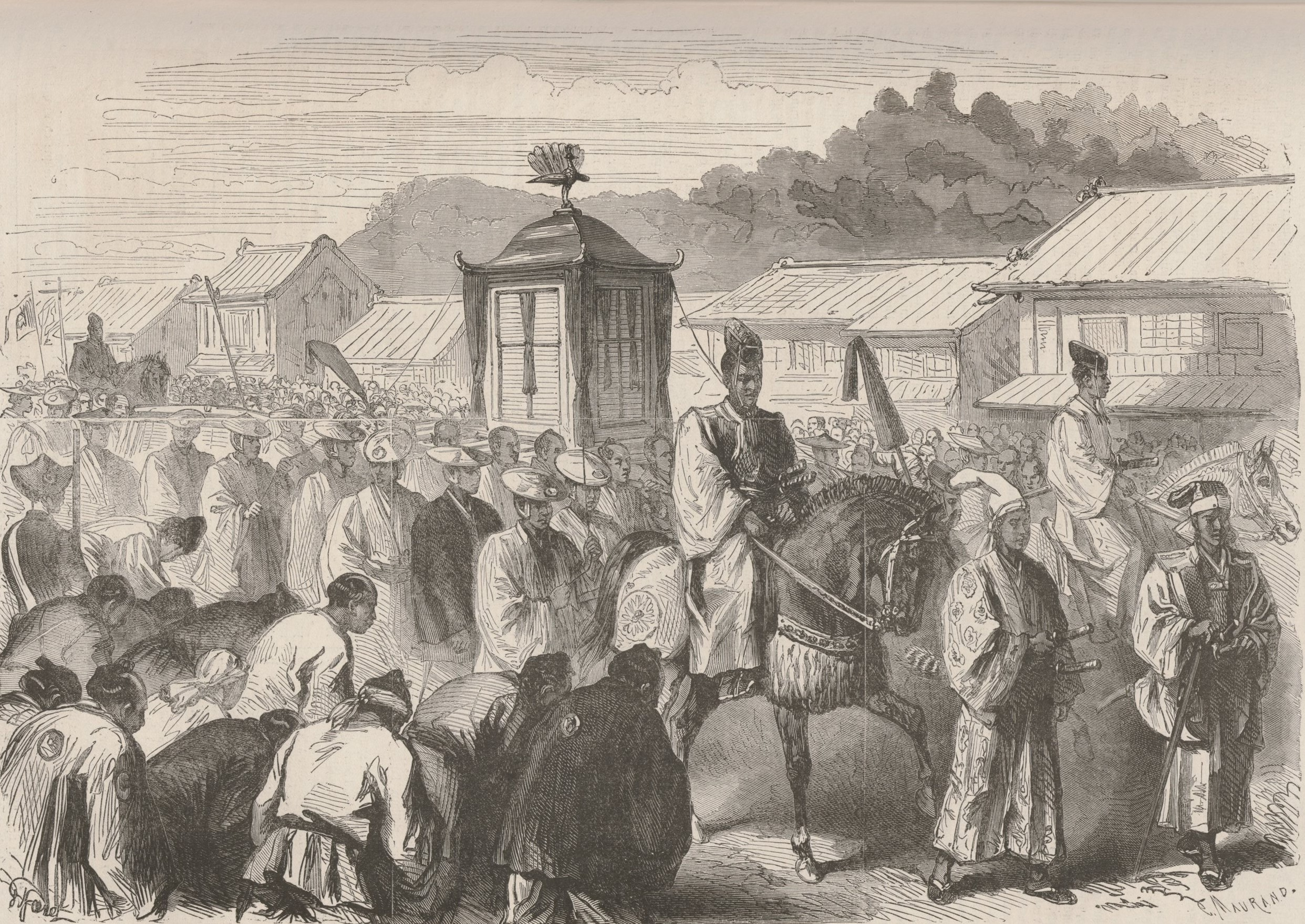
پس از سقوط ادو در پایان سال ۱۸۶۸، امپراتور میجی ۱۶ ساله، از کیوتو به طرف ادو (توکیو) حرکت کرد.

نیروهای دولت جدید با نیرویی بالغ بر ۵۰٬۰۰۰ نفر ادو را به قصد حمله و تسخیر محاصره کردند، اما پس از ملاقاتی بین کاتسو کایشو، یکی از مقام‌های سابق شوگون‌سالاری، و سایگو تاکاموری، یکی از اعضای نیروهای دولت جدید، حمله به شرط تحویل بدون قید و شرط قلعه ادو و تضمین جان یوشینوبو متوقف شد. اما نبرد در نقاط مختلف بین نیروهای دولت جدید و نیروهای متحد طرفدار شوگون‌سالاری درگرفت. در این مدت، دولت جدید پنج ماده سوگند امپراتوری را صادر کرد و سیاست خود را مبنی بر «گشودن کشور به روی صلح و دوستی و احترام به افکار عمومی» روشن ساخت و یک سند قانون اساسی میجی را که از قانون اساسی ایالات متحده الگوبرداری شده بود، تدوین کرد و سازمان سیاسی دولت جدید را با تفکیک قوا سازماندهی کرد. علاوه بر این، امپراتور به قلعه ادو منتقل شد و آن را کاخ امپراتوری توکیو نامید، ادو به توکیو تغییر نام داد و نام دوره به دوره میجی تغییر یافت.